# Charles H. Upton
Charles Horace Upton (* 23. August 1812 in Salem, Massachusetts; † 17. Juni 1877 in Genf, Schweiz) war ein US-amerikanischer Politiker. In den Jahren 1861 und 1862 vertrat er den Bundesstaat Virginia im US-Repräsentantenhaus.

## Leben
Charles Upton besuchte die öffentlichen Schulen seiner Heimat und absolvierte im Jahr 1834 das Bowdoin College in Brunswick im Bundesstaat Maine. 1836 zog er nach Falls Church in Virginia, wo er sich in der Landwirtschaft betätigte. Außerdem befasste er sich mit literarischen Angelegenheiten. In seiner neuen Heimat bekleidete er auch einige lokale Ämter. Im Vorfeld des Bürgerkrieges bekannte er sich zur Union.
1861 wurde Upton als Unionist bei einer Sonderwahl im siebten Wahlbezirk von Virginia in das US-Repräsentantenhaus in Washington, D.C. gewählt, wo er am 23. Mai 1861 sein neues Mandat antrat. Allerdings waren die Umstände der Wahl umstritten. Am 27. Februar 1862 erklärte der Kongress sie für ungültig. Damit musste Upton sein Mandat wieder aufgeben. Seine Zeit im Kongress war von den Ereignissen des Bürgerkrieges geprägt.
Im Jahr 1863 wurde Charles Upton von Präsident Abraham Lincoln zum amerikanischen Konsul in Genf ernannt. Diesen Posten bekleidete er bis zu seinem Tod am 17. Juni 1877. Er wurde auf dem Kongressfriedhof in Washington beigesetzt.